# Martin Thurnher

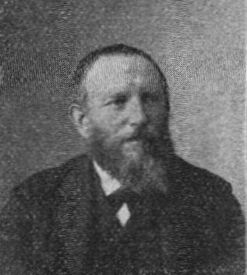
Martin Thurnher

Martin Thurnher (eigentlich: „Franz Martin Thurner“; * 7. September 1844 in Dornbirn; † 2. Jänner 1922 ebenda) war ein österreichischer Lehrer und Politiker (CS). Er war von 1891 bis 1918 konservativer Abgeordneter im Österreichischen Abgeordnetenhaus des Reichsrates, von 1882 bis 1914 Abgeordneter zum Vorarlberger Landtag sowie Landeshauptmann-Stellvertreter in Vorarlberg und Mitglied der Provisorischen Nationalversammlung.

## Ausbildung und Beruf
Thurnher besuchte nach der Volksschule die zweiklassige Unterrealschule in Dornbirn-Markt. Er legte danach einen Präparandenkurs in Bregenz, wobei er sämtliche Schulen mit Vorzug abschließen konnte. 1863 legte er die Lehrbefähigungsprüfung in Bregenz ab, 1864 absolvierte er zudem die Prüfung als Hauptschullehrer in Innsbruck. Zudem absolvierte er im Jahr 1871 die Prüfung nach dem neuen Schulgesetz in Innsbruck. Beruflich arbeitete Thurnher von 1862 bis 1866 als Unterlehrer in Dornbirn-Watzenegg, 1866 wechselte er als Hauptschullehrer an die Hauptschule Dornbirn-Markt, wo er in der Folge bis 1891 arbeitete.

## Politik und Funktionen
Thurnher begann seine politische Karriere als Mitglied im Gemeindeausschuss von Dornbirn, wo er von 1870 bis 1873 Ersatzmann und von 1873 bis 1897 Mitglied war. Er wurde am 26. September 1882 als Nachfolger von Albert Rhomberg im Vorarlberger Landtag als Abgeordneter angelobt, wobei er den Wahlkreis Dornbirn Markt vertrat. Er gehörte dem Landtag in der Folge durchgehend bis 1914 an (in der V., VI., VII., VIII., IX. und X. Gesetzgebungsperiode), wobei er ab 1902 Vertreter der Landgemeinden für den Wahlbezirk Feldkirch - Dornbirn und ab 1909 Vertreter der Landgemeinden für den Wahlbezirk Bludenz – Montafon war. Als konservativer Politiker war er von 1893 bis 1896 zudem Obmann des konservativen Landtagsklubs. Darüber hinaus wirkte er zwischen 1890 und 1914 als Mitglied im Landesausschuss, war von 1890 bis 1912 Landeshauptmannstellvertreter im Landesausschuss und von 1909 bis 1918 Landeshauptmannstellvertreter. Von 1918 bis 1919 war er auch Abgeordneter in der Provisorischen Vorarlberger Landesversammlung.
Neben seiner Tätigkeit in der Lokal- und Landespolitik gehörte er ab 1891 auch dem Abgeordnetenhaus des Österreichischen Reichsrates an (in der VIII., IX., X., XI. und XII. Legislaturperiode), wo er die Landgemeindenbezirke Feldkirch-Bludenz bzw. ab 1907 den Wahlkreis Vorarlberg 4 vertrat. Er wurde vom Landtag fast einstimmig am 7. März 1891 zum Abgeordneten des Abgeordnetenhauses gewählt und am 9. April 1891 dort angelobt. In der Folge gehörte er diesem bis zur Auflösung am 12. November 1918 durchgehend an. Als Abgeordneter war er zunächst Mitglied der Konservativen Partei (Klub Hohenwart), 1901 trat er jedoch mit Jodok Fink in den christlichsozialen Klub ein, dem er bis zuletzt angehörte. Nach dem Ende der Monarchie vertrat er die Christlichsoziale Partei vom 21. Oktober 1918 bis zum 16. Februar 1919 in der Provisorischen Nationalversammlung.
Thurnher war des Weiteren Mitarbeiter des Vorarlberger Volksblattes und der katholischen politische Volksverein herausgegebenen Vereinsblüten. Er war Obmann des Katholisch politischen Volksvereins von 1881 bis 1888 Obmann des Dornbirner katholischen konstitutionellen Casino (1881–1888 Obmann), Mitbegründer des katholischen pädagogischen Vereins sowie Mitglied und Ehrenmitglied des Katholischen Lehrervereins. Zudem wirkte er als Obmann des Landeswahlkomitees, bis 1920 als Landesschulrat und war Mitglied der Wildbachverbauungskommission und der Internationalen Rheinbauleitung. Zudem wirkte er von 1890 bis 1912 als Mitglied der Landesverteidigungsoberbehörde für Tirol und Vorarlberg und war von Beginn an Mitglied des Verwaltungsrates und Vizepräsident der Bregenzerwaldbahn.

## Privates
Thurnher wurde als Sohn des Kleinlandwirts und Textilarbeiters Josef Thurnher (1802–1882) und dessen Gattin Katharina Thurnher (1814–1877) in eine Arbeiterfamilie bäuerlicher Herkunft hineingeboren. Seine beiden Eltern wurden ebenfalls in Dornbirn geboren und verstarben auch hier. Thurner heiratete am 26. Oktober 1874 in Dornbirn die aus Dornbirn stammende Anna Maria Fußenegger (1848–1921) und wurde in der Folge Vater von drei Töchtern und drei Söhnen, die zwischen 1877 und 1892 geboren wurden. Der Landtagsabgeordnete August Thurnher war sein Cousin.

## Auszeichnungen
- Ritterkreuz des Franz-Josef-Ordens (1900)
- Ehrenbürger der Gemeinden Lech, Lorüns, Ludesch, Thüringen, St. Anton im Montafon, Stallehr und Vandans